# Contea di Kent (Nuovo Brunswick)
La contea di Kent è una contea del Nuovo Brunswick, Canada di 30.833 abitanti, che ha come capoluogo Richibucto.

## Comunità
- Town
  - Bouctouche
  - Richiboucto
- Villaggi
  - Rexton
  - Saint-Antoine
  - Saint-Louis de Kent
- DSL
  - Acadieville
  - Aldouane
  - Cap-de-Richibouctou
  - Carleton
  - Chemin Canisto
  - Cocagne
  - Dundas
  - Grande-Digue
  - Grand Saint-Antoine
  - Harcourt
  - Pointe-Sapin
  - Parrocchia di Richibouctou
  - Sainte-Anne-de-Kent
  - Saint-Charles
  - Saint-Ignace
  - Saint-Louis
  - Sainte-Marie
  - Saint-Paul
  - Weldford
  - Wellington
- Riserve indiane
  - Bouctouche 16
  - Indian Island 28
  - Richibouctou 15